# Macrocypraea cervus
Macrocypraea cervus är en snäckart som först beskrevs av Carl von Linné 1771.  Macrocypraea cervus ingår i släktet Macrocypraea och familjen Cypraeidae. Inga underarter finns listade i Catalogue of Life.

## Bildgalleri

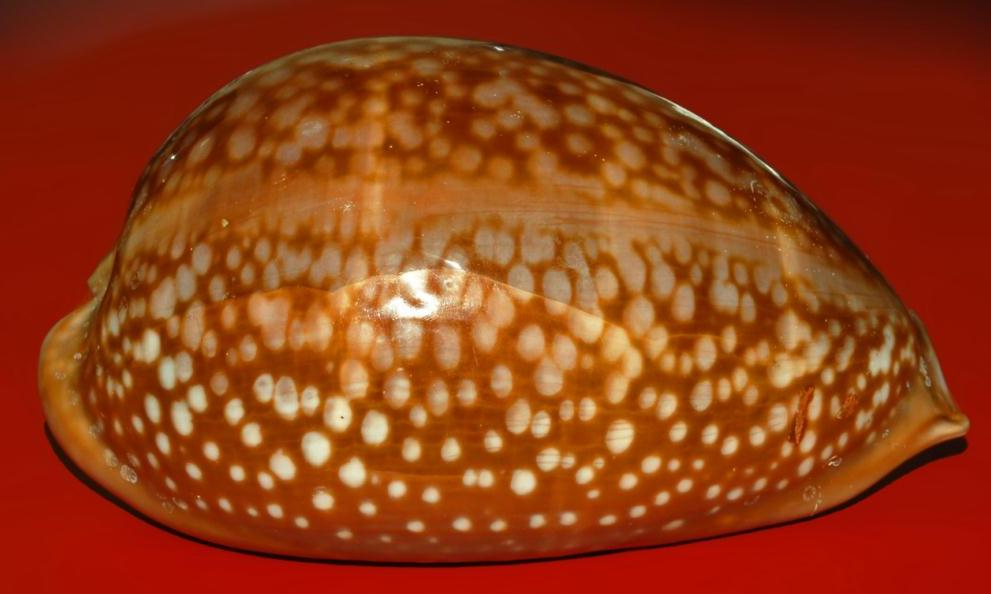